# Kalanchoe arborescens
Kalanchoe arborescens är en fetbladsväxtart som beskrevs av Jean-Henri Humbert. Kalanchoe arborescens ingår i släktet Kalanchoe och familjen fetbladsväxter. Inga underarter finns listade i Catalogue of Life.

## Bildgalleri

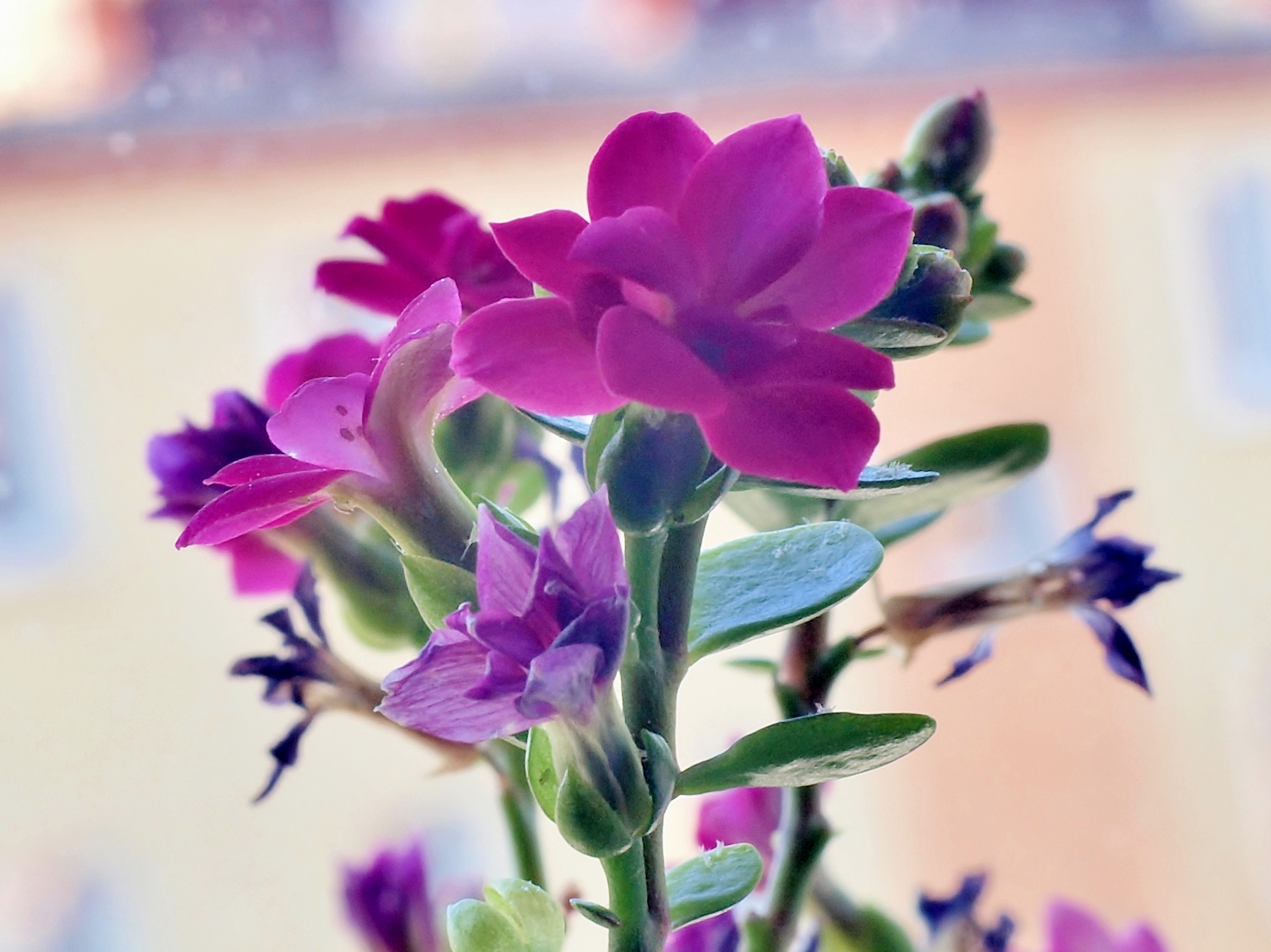
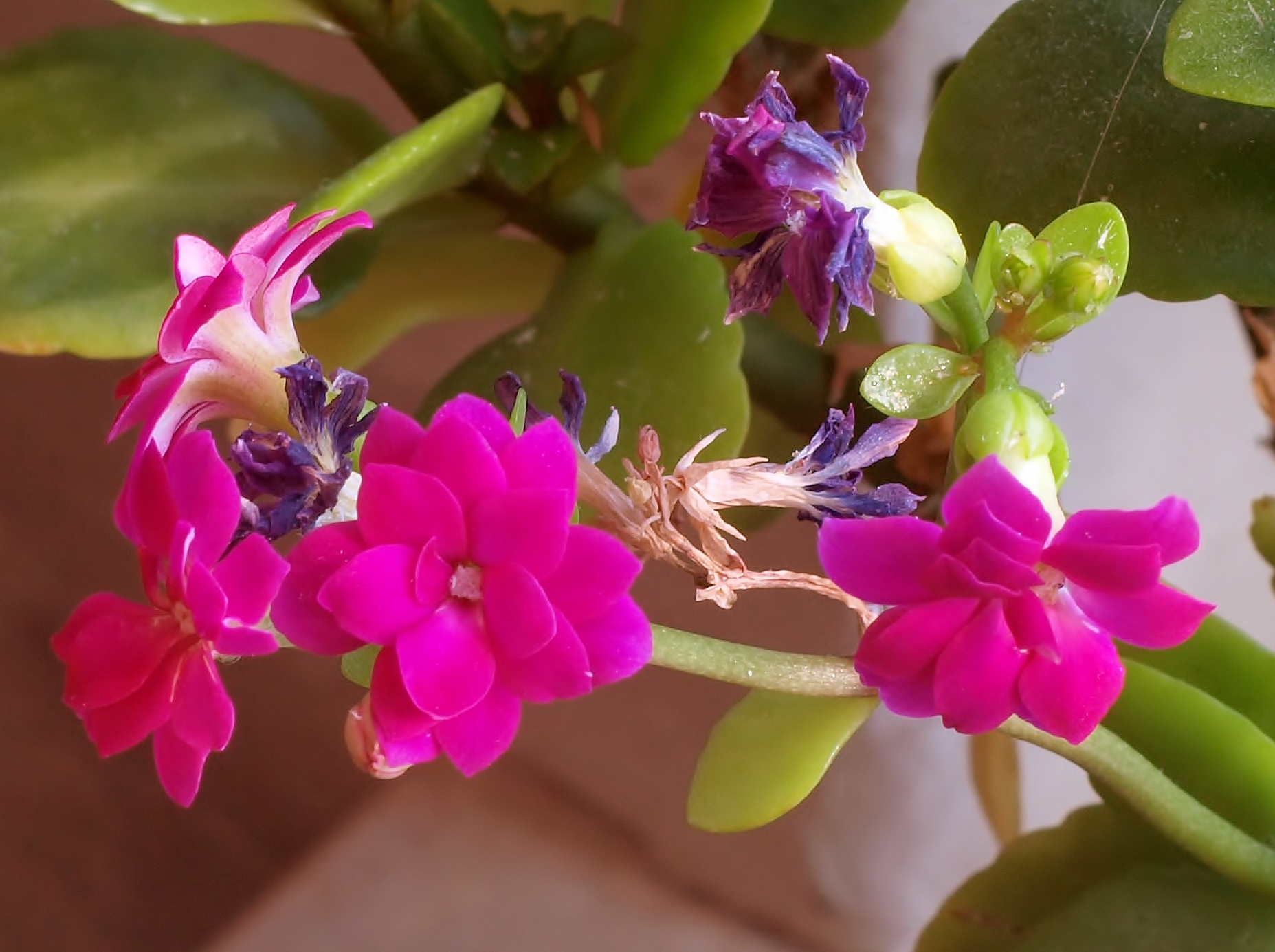
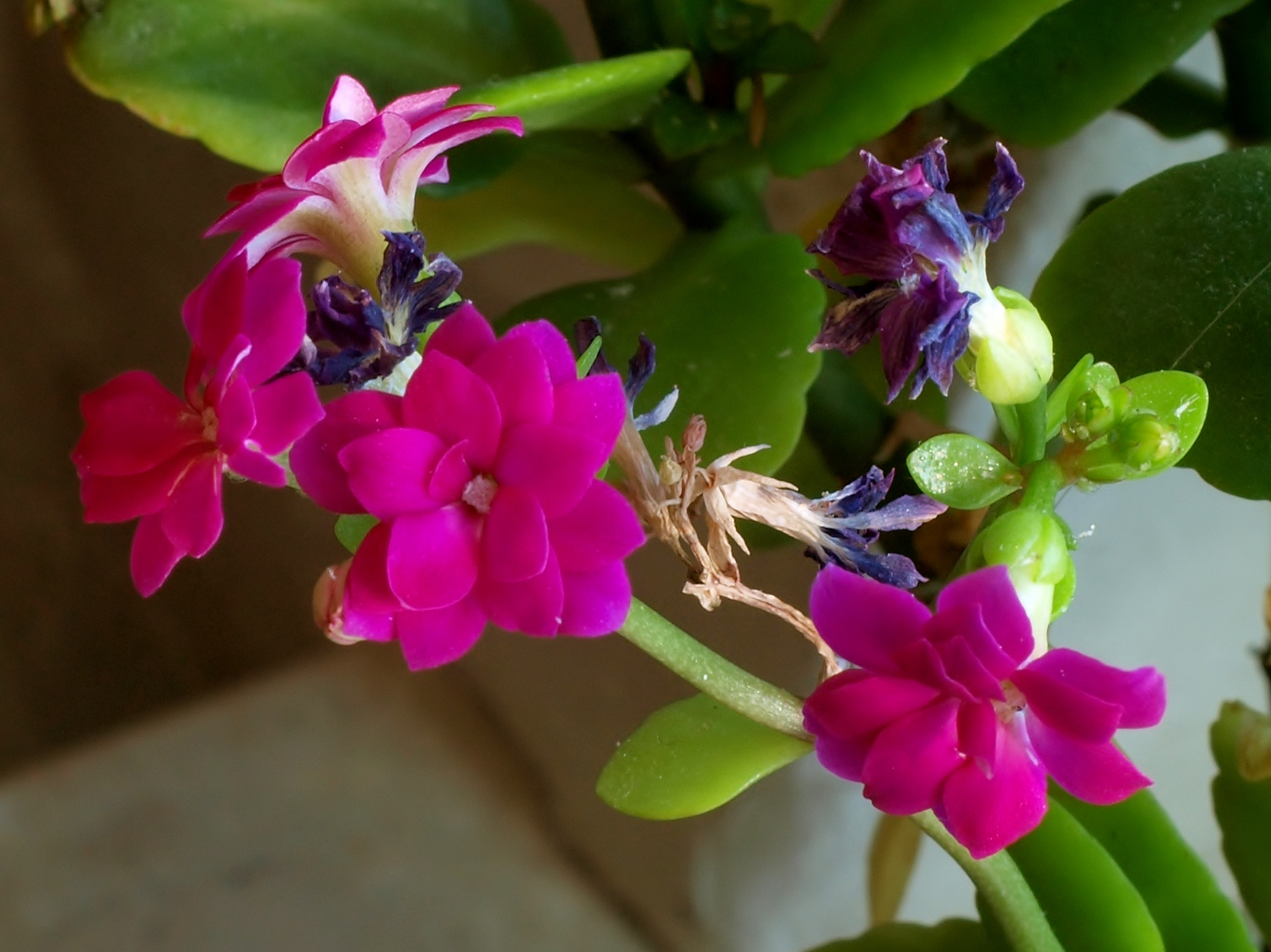
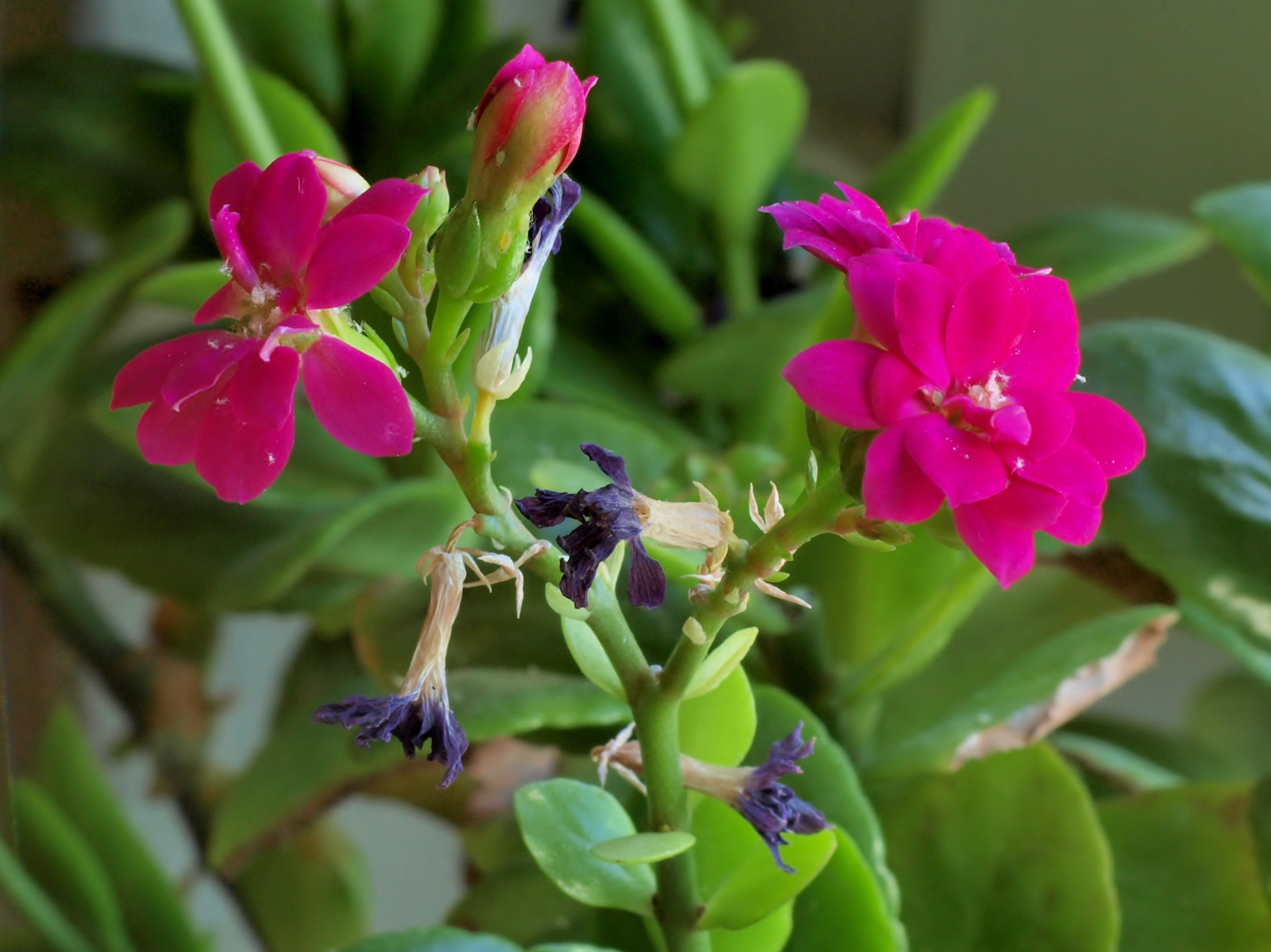
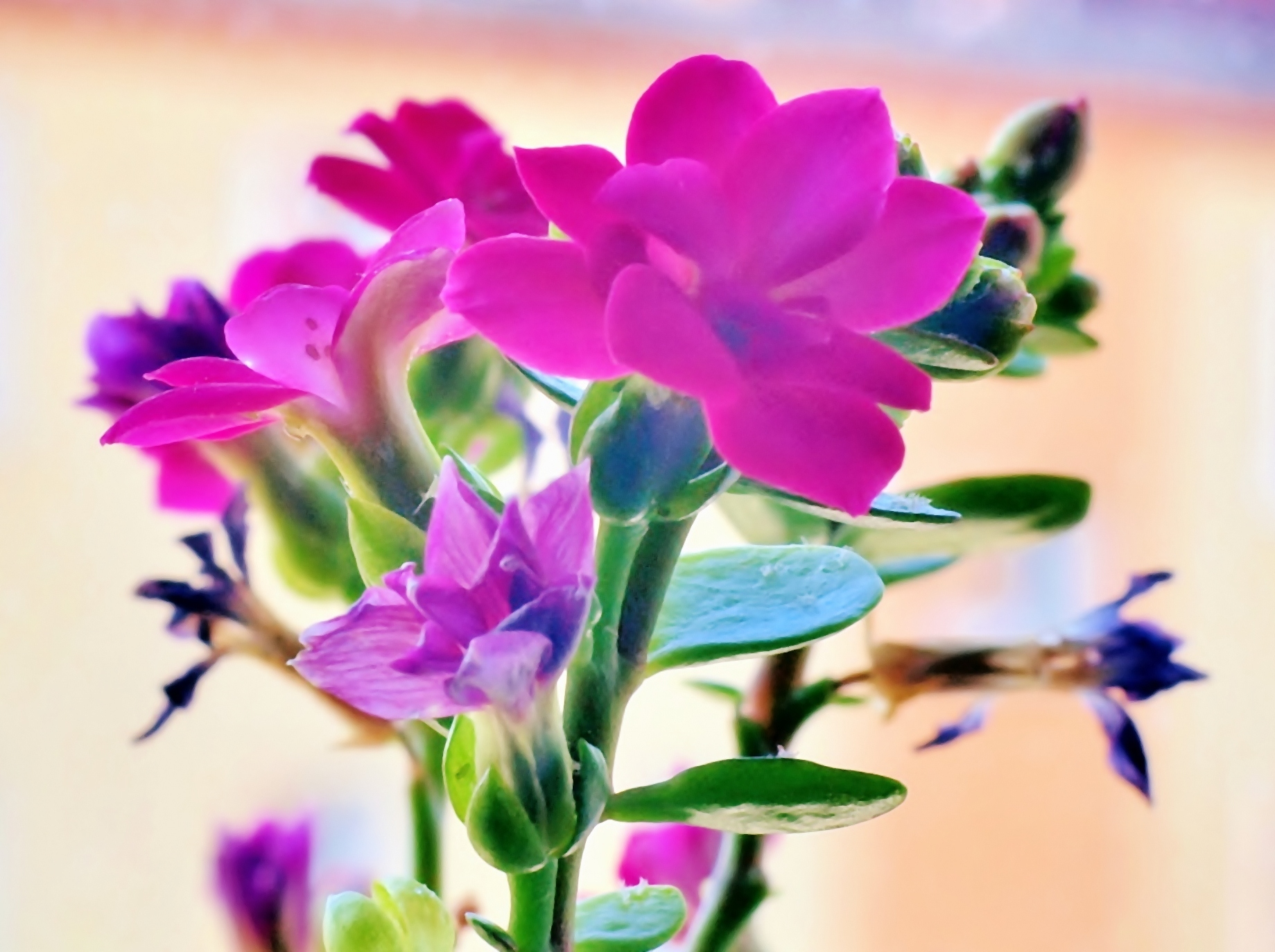
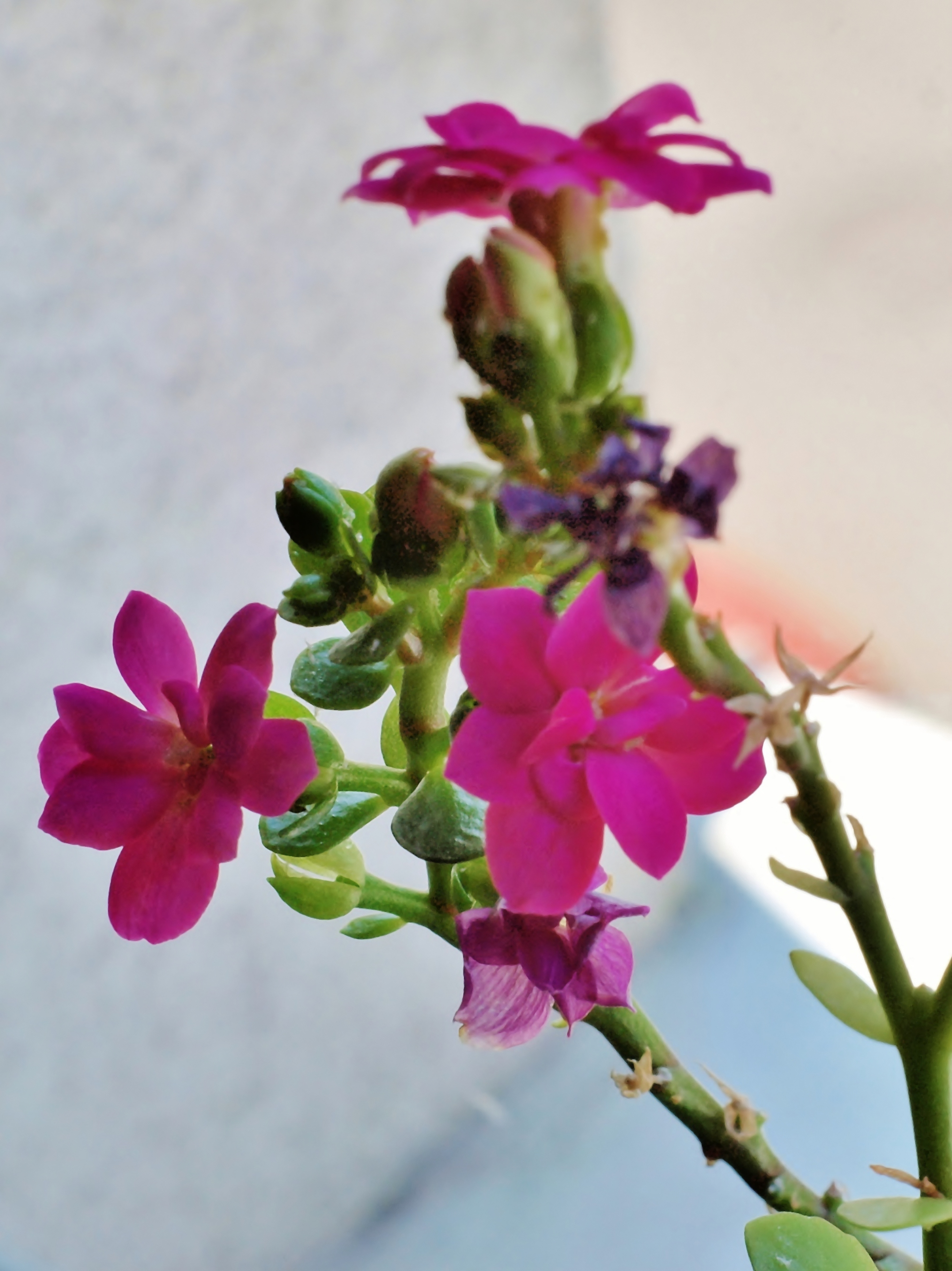